# تصرف الجزایر توسط فرانسه
تصرف الجزایر توسط فرانسه بین سال‌های ۱۸۳۰ تا ۱۹۶۲ میلادی رخ داد. دلیل اصلی این جنگ درگیری دیپلماتیک فرانسه و الجزایر از ۱۸۲۷ میلادی بود که با بی احترامی بیگ الجزایر، حسین دی، نسبت به سفیر فرانسه، به سرعت به جنگ کشیده شد. (الجزایر در آن زمان تابع امپراتوری عثمانی بود) فرانسویان در ۱۸۳۰ الجزیره را محاصره و به توپ بسته و کنترل بخش بزرگی از سواحل الجزایر را بدست گرفتند. به دلیل هرج و مرج سیاسی در داخل فرانسه، لشکرکشی مذکور ادامه نیافت. از طرفی، الجزایری‌ها نیز تمایلی به ادامه درگیری نداشتند و فقط صحرانشینان شمال آفریقا گهگاهی به فرانسویان ساکن در شمال الجزایر یورش می‌بردند.
در این بین به تدریج ارتش آزادی الجزایر شکل گرفت. این لشکر به دو گروه تقسیم می‌شد: نخستین دسته به فرماندهی احمد بیگ در شهر کنستانتین در شرق الجزایر و گروه دوم که تحت فرماندهی ملی‌گرایانِ منطقه قبایلی قرار داشت. نیروهای ملی‌گرا که تحت فرماندهی عبدالقادر الجزایری قرار داشتند، طی قراردادهای مختلفی با فرانسه از جنگ اجتناب می‌کردند و این کار به فرانسه فرصت داد تا نیروهای خود را در جنگ با ارتش احمد بیگ و نیروهای عثمانی نگه دارد. عاقبت در سال ۱۸۳۷ میلادی، فرانسویان موفق به تصرف شهر کنستانتین و غلبه بر دشمن شدند.
با این حال، به زودی عبدالقادر نیز جنگ را آغاز کرد. پس از چند سال جنگ، او نیز شکست خورد و در ۱۸۴۲ میلادی به مراکش گریخت. اما فشارهای دیپلماتیک فرانسه بر مراکش، خصوصاً پس از جنگ اول فرانسه و مراکش باعث شد تا عبدالقادر بار دیگر مجبور به فرار شود. سرانجام فرانسویان او را در ۱۸۴۷ میلادی دستگیر و به دمشق تبعید نمودند.